# Gerlafingen
Gerlafingen (hasta 1959 llamada oficialmente Niedergerlafingen) es una comuna suiza del cantón de Soleura, situada en el distrito de Wasseramt. Limita al norte con las comunas de Biberist y Derendingen, al este con Kriegstetten y Obergerlafingen, al sur con Bätterkinden (BE) y Zielebach (BE), y al occidente de nuevo con Biberist.

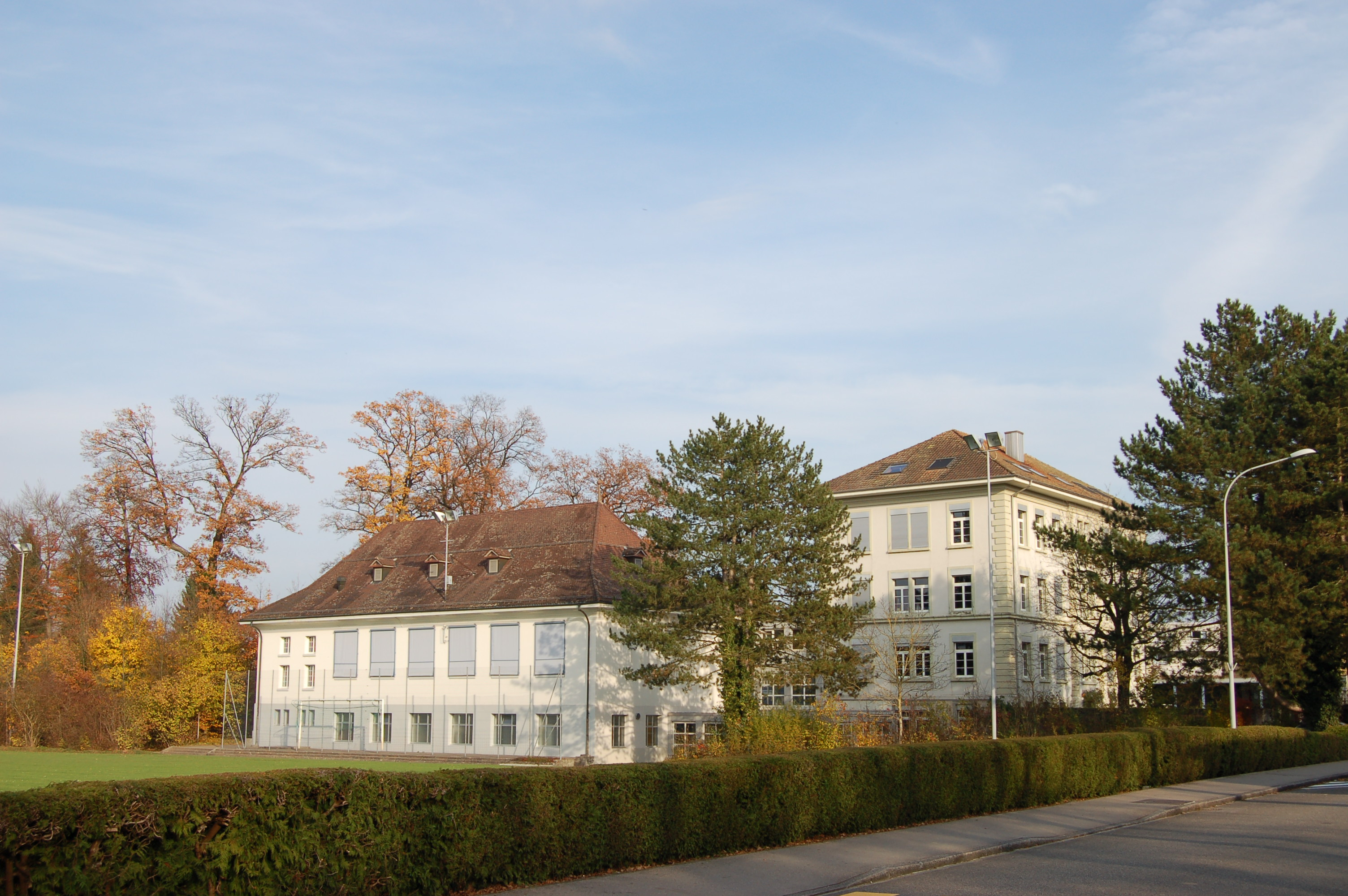
Centro de Gerlafingen.